# Ловер-Маунт-Бетел Тауншип (округ Нортемптон, Пенсільванія)
Ловер-Маунт-Бетел Тауншип (англ. Lower Mount Bethel Township) — селище (англ. township) в США, в окрузі Нортгемптон штату Пенсільванія. Населення — 2921 особа (2020).

## Демографія
Згідно з переписом 2010 року, у селищі мешкала 3101 особа в 1254 домогосподарствах у складі 883 родин. Було 1379 помешкань
Расовий склад населення:
| - 97,5 % — білих - 1,0 % — чорних або афроамериканців - 0,4 % — азіатів - 0,1 % — вихідців з тихоокеанських островів - 0,1 % — корінних американців |

До двох чи більше рас належало 0,9 %. Частка іспаномовних становила 1,9 % від усіх жителів.
За віковим діапазоном населення розподілялося таким чином: 18,3 % — особи молодші 18 років, 65,3 % — особи у віці 18—64 років, 16,4 % — особи у віці 65 років та старші. Медіана віку мешканця становила 46,1 року. На 100 осіб жіночої статі у селищі припадало 101,9 чоловіків;  на 100 жінок у віці від 18 років та старших — 102,7 чоловіків також старших 18 років.
Середній дохід на одне домашнє господарство  становив 74 332 долари США (медіана — 61 723), а середній дохід на одну сім'ю — 85 495 доларів (медіана — 76 484). Медіана доходів становила 48 261 долар для чоловіків та 31 350 доларів для жінок. За межею бідності перебувало 6,5 % осіб, у тому числі 2,7 % дітей у віці до 18 років та 5,8 % осіб у віці 65 років та старших.
Цивільне працевлаштоване населення становило 1526 осіб. Основні галузі зайнятості: освіта, охорона здоров'я та соціальна допомога — 17,9 %, будівництво — 16,3 %, виробництво — 13,5 %, роздрібна торгівля — 12,7 %.